# Devin Vassell
Devin Anthony Vassell (Geórgia, 23 de agosto de 2000) é um americano jogador de basquete profissional do San Antonio Spurs da National Basketball Association (NBA).
Ele jogou basquete universitário na Universidade Estadual da Flórida e foi selecionado pelos Spurs como a 11 escolha geral no Draft da NBA de 2020.

## Início da vida e carreira no ensino médio
Vassell cresceu em Suwanee, Geórgia e estudou na Peachtree Ridge High School. Em seu último ano, Vassell teve médias de 21,6 pontos e 8,9 rebotes e foi eleito o Jogador Regional do Ano pelo Gwinnett Daily Post.
Vassell se comprometeu a jogar basquete universitário na Universidade Estadual da Flórida e rejeitou as ofertas da Texas Tech, North Florida e Stetson.

## Carreira universitária
Como calouro, Vassell teve médias de 4,5 pontos e 1,5 rebotes e liderou todos os calouros da ACC com uma porcentagem de arremessos certos de três pontos de 0,419. Em 17 de dezembro de 2018, ele marcou 16 pontos, o maior da temporada, em uma vitória sobre Southeast Missouri State. Vassell fez uma cesta de três pontos faltando 4,5 segundos para o fim do jogo para forçar a prorrogação na vitória por 65-63 sobre Virginia Tech nas quartas de final do Torneio da ACC.
Ele foi nomeado titular da equipe em sua segunda temporada. Vassell foi eleito o Melhor Jogador do Emerald Coast Classic de 2019 após marcar 16 pontos contra Chicago State, 13 contra Tennessee e 13 pontos contra Purdue na final. No meio da temporada, o jogo de Vassell o levou a ser considerado uma escolha potencial para a primeira rodada do Draft da NBA de 2020. Ele marcou 18 pontos contra Virgínia em uma vitória de 54–50 e registrou 23 pontos e 11 rebotes no jogo seguinte contra Miami, sendo nomeado o Co-Jogador da Semana da ACC. Vassell marcou 27 pontos, acertando 7 dos 7 arremessos de três pontos contra Virginia Tech em 1 de fevereiro de 2020. No final da temporada regular, Vassell foi selecionado para a Segunda-Equipe da ACC. Ele liderou o time na pontuação com 12,7 pontos e no rebote com 5,1 e foi o segundo do time em bloqueios (29), assistências (49) e roubos de bola (42). Após o final da temporada, Vassell anunciou que entraria no Draft de 2020.

## Carreira profissional

### San Antonio Spurs (2020–Presente)
Vassell foi selecionado pelo San Antonio Spurs como a 11ª escolha da primeira rodada do Draft da NBA de 2020. Em 27 de novembro, Vassell assinou com os Spurs.

## Estatísticas

### NBA

#### Temporada regular
| Ano     | Equipe      | PJ | PT | MPJ  | AP   | 3P   | LL   | RT  | AS | BR | TO | PPJ |
| ------- | ----------- | -- | -- | ---- | ---- | ---- | ---- | --- | -- | -- | -- | --- |
| 2020–21 | San Antonio | 62 | 7  | 17.0 | .406 | .347 | .843 | 2.8 | .9 | .7 | .3 | 5.5 |

### Universitário
| Ano      | Equipe        | PJ | PT | MPJ  | AP   | 3P   | LL   | RT  | AS  | BR  | TO  | PPJ  |
| -------- | ------------- | -- | -- | ---- | ---- | ---- | ---- | --- | --- | --- | --- | ---- |
| 2018–19  | Florida State | 33 | 0  | 10.7 | .437 | .419 | .679 | 1.5 | .6  | .5  | .3  | 4.5  |
| 2019–20  | Florida State | 30 | 30 | 28.8 | .490 | .415 | .738 | 5.1 | 1.6 | 1.4 | 1.0 | 12.7 |
| Carreira | Carreira      | 63 | 30 | 19.7 | .463 | .417 | .708 | 3.3 | 1.1 | .9  | .6  | 8.6  |